# Robot Framework
Robot Framework es un entorno de trabajo de automatización de prueba genérico para testaje de aceptación y desarrollo de prueba de aceptación. Es un marco de trabajo basado en palabras clave que usa una sintaxis de datos de prueba tabular.

## Historia
Las ideas básicas para Robot Framework fueron diseñadas en la tesis del máster de Pekka Klärck en 2005. La primera versión fue desarrollada por Nokia Networks ese mismo año. La versión 2.0 fue liberada como un software de código abierto el 24 de junio de 2008 y la versión 3.0.2 fue lanzada el 7 de febrero de 2017.
El marco de trabajo está programado utilizando el lenguaje de programación de Python y tiene una comunidad activa de colaboradores. Está liberado bajo la Licencia de Apache 2.0 y puede ser descargado desde su página web oficial. 

## Descripción
Los casos de prueba están escritos utilizando una metodología de palabras clave (Keywords) utilizando una sintaxis tabular. Estos textos pueden ser escritos en texto sencillo, valores tabulados (TSV), o reStructuredText (reST) archivos de formatos en cualquier editor de texto o utilizando el Entorno de Desarrollo Integrado Robot (RIDE). RIDE simplifica escribir casos de prueba por proporcionar código específico para el framework entre otras cosas.

## Ejemplos
El caso de prueba siguiente implementa un Hola, Mundo! Ejemplo:
```
*** Test Cases ***

Demo

    
Log
  
Hello world

```

Log es una palabra clave reservada que muestra por pantalla el parámetro dado en el informe de prueba generado por Robot Framework. Con SeleniumLibrary (biblioteca de Robot Framework), escribir las pruebas para aplicaciones web es muy fácil también:
```
*** Test Cases ***

Demo

    
Open Browser
  
https://www.google.com
  
ie

    
Input Text
  
id=lst-ib
  
Hollywood Celebrities

    
Click Button
  
Google Search

```

Este caso de prueba abre una ventana nueva de Internet Explorer con Google y busca en internet "Celebridades de Hollywood" pulsando el botón Buscar de Google.
```
*** Settings ***

Library
   
Browser

*** Test Cases ***

Example Test

    
New Page
    
https://playwright.dev

    
Get Text
    
h1
    
==
    
🎭 Playwright

```

## Exploradores admitidos
Gracias a la biblioteca Selenium se pueden utilizar muchos WebDriver para realizar pruebas en distintos exploradores web. Los exploradores soportados son:
- Mozilla Firefox.
- Internet Explorer.
- Safari.
- Opera.
- Google Chrome.
- Microsoft Edge.

## Adicionales
Estas bibliotecas están implementadas en Python, pero utilizando Java o .NET también es posible.
Otros lenguajes como Perl, JavaScript, y PHP pueden ser utilizados para bibliotecas también, utilizando la interfaz de biblioteca remota.